# Kaloran (Ngronggot)
Kaloran is een bestuurslaag in het regentschap Nganjuk van de provincie Oost-Java, Indonesië. Kaloran telt 3793 inwoners (volkstelling 2010).